# Tribute EP
Tribute EP blev udgivet i 2008 af den danske Hip-Hop gruppe Intelligent Pushing.

## Baggrund
Intelligent Pushing sagde dette om EP'en:
Denne EP er en hyldest til kunstnere som har inspireret os og ændret vores syn på musik. 
Med denne EP er håbet, at vores generation får øjnene op for nogle af de kunstnere, som har betydet meget for musik som vi kender det i dag. 

## Tracklist
1. 90 Elefanter
2. St James
3. Strange Fruit
4. Dagen Derpå

## Info
90 Elefanter 
Til ære for alle komponister bag Disney tegnefilmene. 
Tekst: M6 / Musik: Dynamic H / Samples: Disney's Dumbo 
St. James 
Til ære for Louis Armstrong. 
Tekst: M6 / Musik: Dynamic H / Samples: En Louis Armstrong version af St. James Infirmary 
Strange Fruit 
Til ære for Billie Holiday. 
Tekst: M6 / Musik: Dynamic H / Samples: Billie Holiday, The Beatles, David Bowie 
Dagen Derpå 
Til ære for venstrefløjen, næstekærlighed og respekt for andre mennesker. 
Tekst: M6, Dynamic H / Musik: Dynamic H / Samples: Den Røde Hærs Orkester (Moscow Nights), Björk, John Lennon, Nightmare Before Christmas (Sally's Song), Stiv tøs med for meget taletid. 
Al vokal er indspillet og mixet af Koops 

## Links
Download Tribute EP gratis Arkiveret 31. august 2010 hos  Wayback Machine